# Anne Marie Braafheid
Anne Marie Braafheid (Paramaribo, 7 dicembre 1947) è una modella olandese, originaria di Curaçao, prima donna di colore ad ottenere una seconda posizione al concorso di bellezza Miss Universo.
È stata la seconda donna di colore a riuscire ad arrivare sino alle finali del concorso e piazzarsi fra le prime quindici classificate, dopo Evelyn Miot di Haiti nel 1962. La Braafheils partecipava in qualità di Miss Curaçao 1968, e per tale risultato le fu dedicato un servizio su Ebony Magazine.
L'anno seguente recitò nella serie televisiva italiana Giocando a golf una mattina e nel 1970 ebbe una parte nel film italiano Le tue mani sul mio corpo. Nel 1969 si sposò ed ebbe un figlio, rinunciando alla carriera nel mondo dello spettacolo e preferendo aprire una agenzia di moda
Al 2011 il posizionamento di Anne Marie Braafheid, rappresenta il miglior risultato mai ottenuto da Curaçao a Miss Universo in tutta la storia del concorso. 